# Racij
Racij (od grčke riječi rhyax, "struja lave") drugo je geološko razdoblje u Paleoproterozojskoj eri koji je trajao od prije 2300 milijuna godina do prije 2050 milijuna godina. Ovo se vremensko razdoblje definira kronometrijski i nema odgovarajući sloj stijenja u Zemlji.
Bushveldski kompleks i druge slične intruzije formirale su se tijekom tog razdoblja. Vrijeme Huronijske glacijacije završilo je u kasnom raciju prije 2100 milijuna godina. Najraniji poznati eukarioti započeli su svoj evolucijski razvoj u racijskom razdoblju, a iz istog je razdoblja i Francevillijska fosilna skupina procijenjene starosti od 2,1 milijardu godina.

## Vanjske poveznice
- GeoWhen Database - Rhyacian